# Аррьянс
Аррья́нс (фр. Arriance) — коммуна на северо-востоке Франции в регионе Гранд-Эст (бывший Эльзас — Шампань — Арденны — Лотарингия), департамент Мозель, округ Форбак — Буле-Мозель, кантон Фолькемон.

## Географическое положение
Аррьянс расположен в км к северо-востоку от Меца. Соседние коммуны: Менвиллер на востоке, Мани на юго-востоке, Аденкур на юго-западе, Шанвиль на северо-западе.
Площадь коммуны — 6,98 км², население — 227 человек (2006) с тенденцией к стабилизации: 217 человек (2013), плотность населения — 31,1 чел/км². Ранее входила в состав Лотарингии.

## История
- Коммун упоминается в 1121 году как Argentha.
- Была зависима от аббатства Сен-Пьер и рода Варсбер.
- Отошла к Франции в 1718 году.

## Население
Численность населения коммуны в 2008 году составляла 230 человек, в 2012 году — 221 человек, а в 2013-м — 217 человек.
| 1962 | 1968 | 1975 | 1982 | 1990 | 1999 | 2006 | 2008 | 2012 | 2013 |
| ---- | ---- | ---- | ---- | ---- | ---- | ---- | ---- | ---- | ---- |
| 182  | 186  | 165  | 225  | 213  | 226  | 227  | 230  | 221  | 217  |

Динамика населения:

## Экономика
В 2010 году из 152 человек трудоспособного возраста (от 15 до 64 лет) 125 были экономически активными, 27 — неактивными (показатель активности 82,2 %, в 1999 году — 69,4 %). Из 125 активных трудоспособных жителей работали 116 человек (69 мужчин и 47 женщин), 9 числились безработными (четверо мужчин и пять женщин). Среди 27 трудоспособных неактивных граждан 11 были учениками либо студентами, 8 — пенсионерами, а ещё 8 — были неактивны в силу других причин.

## Достопримечательности
- Следы древнеримского тракта Мец—Кескастель.
- Церковь святого Франциска Ассиского, XVIII века.